# ماسی
ماسی (به ایتالیایی: Masi) یک کومونه در ایتالیا است که در استان پادووا واقع شده‌است.

## خصوصیات
ماسی ۱۳٫۷ کیلومترمربع مساحت و ۱٬۸۱۰ نفر جمعیت دارد و ۱۱ متر بالاتر از سطح دریا واقع شده‌است.